# Selim III.
Selim III. (osmanskoturško سليم ثالث‎, dob. 'Salīm-i sālis') je bil reformno naravnan sultan Osmanskega cesarstva, ki je vladal od leta 1789 in 1807, 24. december 1761, † 28. julij 1808.
Leta 1807 so ga janičarji odstavili in na prestol posadili njegovega bratranca, ki je vladal kot Mustafa IV. Selima je naslednje leto ubila skupina atentatorjev.
Selim III. je bil sin sultana Mustafe III. in njegove žene Mihrišah Sultan. Mati je bila po poreklu iz Gruzije. Ko je postala Valide Sultan (glavna sultanova žena) je sodelovala pri reformi državnih šol in ustanavljanju političnih združenj. Oče je bil zelo izobražen in je verjel v nujnost reform. V mirnem času je poskusil   ustvariti močno vojsko s profesionalnimi, dobro šolanimi vojaki, zato je uvedel nove vojaške predpise in odprl pomorske in topniške akademije. Motiviral ga je predvsem strah pred rusko invazijo. Med rusko-turško vojno (1768–1774) je zbolel in leta 1774 umrl zaradi srčnega infarkta. 
Na sultana Mustafo je zelo vplivala mistika. Prerokba mu je napovedala, da bo njegov sin Selim svetovni osvajalec, zato je organiziral veselo pogostitev, ki je trajala sedem dni. Tudi Selim je bil  zelo dobro izobražen. Mustafa III. je za svojega naslednika izbral sina Selima, po Mustafovi smrti pa se je na osmanski prestol povzpel Selimov stric Abdul Hamid I. Novi sultan je skrbel za Selima in dajal velik poudarek njegovi izobrazbi.
Abdul Hamida je po njegovi smrti 7. aprila 1789 nasledil Selim, ki še ni dopolnil 27 let. Zelo rad je imel književnost in kaligrafijo; mnoga njegova dela so bila postavljena na stene mošej in samostanov. Napisal je veliko pesmi, zlasti o ruski okupaciji Krima. Tekoče je govoril arabsko, perzijsko in srbsko-bolgarsko. Selim III. je pokazal velik pomen domoljubja in religije. Dokazal se je v poeziji in glasbi in ljubil likovno umetnost in vojsko.

## Vladanje

### Reforme
Sultanovi podložniki so v nadarjenem in energičnem Selimu III. videli veliko upanje za spremembe v cesarstvu. Veliko se je povezoval s tujci in bil trdno prepričan o nujnosti reformiranja svoje države, vendar mu Avstrija in Rusija nista dali časa za nič drugega kot za obrambo. Po sklenitvi Jasijskega miru leta 1792 mu je Evropa dala nekaj predaha, potem pa je sledila Napoleonova invazija na Egipt in Sirijo, ki je za cesarstvo pomenila velik napor. Osmanske province v Egiptu in Siriji so začele uvajati francosko politiko in oddaljevati od Carigrada. 
Selim III. je odložil napovedano odpravo vojaških fevdov in v državni upravi, predvsem v davčni službi, uvedel več reform. V vojski je po dobro izdelanih načrtih za šolanje leta 1797 uvedel nove vojaške enote, imenovana nizam-i-jedid, ki so jih urili tuji častniki. Enote so bile sestavljene iz turške kmečke mladine iz Anatolije in opremljene s sodobnim orožjem.
Te čete so bile sposobne zatreti upore janičarjev v balkanskih provincah, na primer v  Smederevskem sandžaku, kjer niso bili zadovoljni z novim vezirjem Hadži Mustafa Pašo. Nezadovoljni guvernerji provinc so brez zadržkov poskušali izkoristiti janičarje proti reformno naravnanemu sultanu. Spodbujen s temi uspehi je Selim III. izdal ukaz, da je treba vsako leto del janičarjev premestiti v nizam-i-jedid. Ker Selimu ni uspelo nizam-i jedida vključiti v ostalo vojsko, je bila njegova vloga v obrambi države omejena.

### Zunanja politika
Ob Selimovem prihodu na prestol  je bilo  Osmansko cesarstvo v vojnah s sosedi  precej zmanjšano. Rusija je s Kučukkajnarškim mirom leta 1774 potrdila svoje osvojitve ob Črnem morju. Selim je spoznal pomen diplomatskih odnosov z drugimi državami in si prizadeval ustanoviti stalna veleposlaništva na dvorih vseh velikih evropskih držav. Naloga je bila težka, predvsem zaradi verski predsodki do muslimanov. Kljub temu je ustanovil stalna veleposlaništva v Veliki Britaniji, Franciji, Prusiji in Avstriji. Kot kulturnik,  pesnik in glasbenik  je nadaljeval dolgoletno dopisovanje z Ludvikom XVI. Francoskim. Po državnem prevratu  in ustanovitvi Francoske republike so francoski predstavniki v Carigradu ostali in vzdrževali stike s številnimi vplivnimi osebnostmi.
1. julija  1798 se je francoska vojska izkrcala v Egiptu in Selim je Franciji napovedal vojno. Osmani so se v zavezništvu z Rusijo in Britanijo občasno spopadali s Francozi na kopnem in na morju do marca 1801. Mir je bil sklenjen junija 1802. 
Naslednje leto so se začele težave na Balkanu. V obmejnih pokrajinah osmanska oblast že več desetletij ni imela velike moči, kar je Selima spodbudilo, da bi jo ponovno vzpostavil. Eden uporniških voditeljev je bil Osman Pazvantoglu, ki je z avstrijsko podporo leta 1801 napadel Vlaško. Napad je spodbudil rusko posredovanje in dosegel večjo avtonomijo obdonavskih provinc. Poslabšalo se je tudi stanje v Srbiji. 
Usoden preobrat v cesarstvu je povzročila vrnitev sovražno razpoloženih  janičarjev, razpuščenih pred osmimi leti.  Janičarji  so umorili razsvetljenega sultana  Selima III., s čimer se je končala vladavina najnaprednejšega vladarja, ki ga je imelo cesarstvo v zadnjih sto letih. Osmanske moči nista mogli obnoviti niti orožje niti diplomacija. 
Francoski vplivi na Visoko porto niso oživili, kar je povzročilo osmansko kljubovanje tako Sankt Peterburgu kot Londonu. Osmansko cesarstvo se je pridružilo Napoleonovi Franciji in 27. decembra 1806 napovedalo vojno Rusiji in marca 1807 še Veliki Britaniji.

### Upor janičarjev
Najambicioznejši vojaški projekt Selima III.  je bila ustanovitev povsem novega pehotnega korpusa, ki bi bil  v celoti usposobljen in opremljen po najnovejših evropskih standardih. Ta enota, imenovana  nizam-i jedid (novi red), je bila ustanovljena leta 1797 in je privzela način novačenja, ki je bil za cesarsko vojsko zelo nenavaden. Nove enote so bile sestavljene iz turške kmečke mladine iz Anatolije, kar je jasno pokazalo,  da sistem devširme ni več funkcionalen. Častnike so usposabljali Evropejci, vojaki pa so bili opremljeni  s sodobnim orožjem in uniformami v francoskem slogu. Do leta 1806 je nova vojska štela okrog 23.000 vojakov. Vanjo so bili vključeni sodoben topniški korpus in enote za učinkovito izvajanje  manjših akcij.  Selimu III. zaradi odporov v redni vojski novih enot ni uspelo vključiti vanjo, kar je omejilo njeno vlogo v obrambi države. 
Janičarji so od samega začetka Selimovega vladanja na celoten program vojaških reform gledali kot na grožnjo njihovi neodvisnosti, zato na terenu niso hoteli služiti skupaj z novo vojsko. 
Močne derebege je vznemiril način, kako je sultan financiral svoje nove sile – zaplenil je timarje in njihove prihodke usmeril proti nizam-i jedidu. Nadaljnje nasprotovanje je prišlo od uleme in drugih pripadnikov vladajoče elite, ki so nasprotovali evropskim modelom, na katerih je Selim temeljil svoje vojaške reforme. 
Vse te sile so se leta 1806 združile pod vodstvom uporniških janičarjev in odstavile Selima III. Za njegovega naslednika so izbrale Mustafo IV., ki se je obvezal, da se ne bo vmešaval v njihove privilegije. Odlok za Selimovo odstavitev je vseboval tudi obtožbo, da ni spoštoval islamske vere in osmanskega izročila. V naslednjem letu so bila veleposlaništva v Evropi razpuščena, enote nizam-i jedid razpršene, odstavljeni sultan pa umorjen.

### Avstrijsko-turška vojna (1787–1791)
Avstrijsko-turška vojna (1787–1791) se je končala brez zmagovalca. Potekala je sočasno z rusko-turško vojno (1787-1792).

### Rusko-turške vojne
Prva velika rusko-turška vojna (1768–1774) se je začela, ko je Osmansko cesarstvo zahtevalo, da se ruska carica  Katarina II. Velika preneha vmešavati v notranje zadeve Poljske. Rusi so v vojni zmagali osvojili Krim in Azov in pod poveljstvom feldmaršala Petra Rumjanceva zasedli Moldavijo in premagali Osmane v Bolgariji. Osmani so bili prisiljeni zaprositi za mir, ki je bil sklenjen s Kučukkajnarškim mirovnim sporazumom. Osmanski vazal Krimski kanat je postal neodvisen znotraj Ruskega carstva. Rusija je imela po vojni mnogo močnejši položaj za širitev in Katarina II. je leta 1783 dokončno priključila Krimski polotok.
Vojna je ponovno izbruhnila leta 1787. Tokrat se je Rusiji pridružila Avstrija. Rusi so pod generalom Aleksandrom Suvorovom dosegli več zmag, prevzeli oblast ob spodnjem Dnestru in spodnji Donavi in prisilili Osmane na podpis Jaškega miru 9. januarja 1792. Osmansko cesarstvo je moralo Rusiji prepustiti celo ukrajinsko obalo Črnega morja.
Vojna je ponovno izbruhnila leta 1806, ko je osmanska vlada odstavila rusofilska guvernerja Moldavije in Vlaške. Rusija je nerada premestila velike sile na osmansko fronto, ker so bili odnosi z Napoleonovo Francijo zelo negotovi. Rusija je ravno zaradi vojne s Francijo poskušala čim prej končati vojno na svoji južni meji. Zmagovit pohod ruskega feldmaršala Mihaila Kutuzova leta 1811–1812 je prisilil Osmane, da so 18. maja 1812 podpisali Bukareški mirovni sporazum. Osmansko cesarstvo je moralo Rusiji prepustiti Besarabijo.
Rusija je dosegla tudi amnestijo Srbov, ki so se uprli osmanski oblasti, in obljubo o njihovi neodvisnosti, turški garnizoni pa so dobili nadzor nad srbskimi trdnjavami. Izvajanje mirovnega sporazuma so preprečili številni spori in osmanske čete so naslednje leto ponovno napadle Srbijo.

### Odnosi s Tipu Sultanom
Tipu Sultan je bil neodvisni vladar Misorskega sultanata v južni Indiji, lojalen mogulskemu šahu Alamu II. Med tretjo angleško-misorsko vojno, v kateri je doživel nepopravljiv poraz, je za pomoč zaprosil Selima III. Tipu Sultan je nato začel utrjevati svoje odnose s Francijo. V poskusu priti v stik s Tipu sultanom je Napoleon leta 1798 napadel osmanski Egipt, kar je v Konstantinoplu povzročilo izbruh ogorčenja.
Britanci so apelirali na Selima III., naj Tipu Sultanu pošlje pismo z zahtevo, da Misorski sultanat ustavi vojno proti britanski Vzhodnoindijski družbi. Selim III. je v pismu  Tipu Sultanu kritiziral Francoze in mu sporočil, da bodo Osmani nastopali kot posrednik med Misorskim sultanom in Britanci. Tipu Sultan je dvakrat pisal Selimu III. in zavrnil ponudbo Osmanov. Še preden je večina njegovih pisem prispela v Konstantinopel je izbruhnila četrta anglo-misorska vojna, v kateri je Tipu sultan med obleganjem Seringapatama leta 1799 padel.

## Incident v Edirnu (1806)
V Trakiji se je poleti 1806 zgodil oborožen spopad med sultanovimi enotami nizam-i džedid in koalicijo balkanskih magnatov (ayan) in lokalnih garnizonov janičarjev. Spopad je sprožil Selimov poskus, da bi v Trakiji ustanovil vojašnice enot  nizam-i džedid in razširil njihovo delovanje v Rumelijo (Balkan). Končni rezultat spopada je bil umik enot nizam-i džedid v Carigrad in Anatolijo, ki je pomenil smrtni udarec Selimovim ambicijam o širitvi njegove reformirane vojske, pa tudi velik udarec za njegovo legitimnost. Poslabšanje njegovega položaja bi lahko bil eden od vzrokov za njegovo odstavitev maja naslednjega leta.

## Padec in umor
Selim III.  je bil pod tako velikim vplivom Horacea Sébastianija,  francoskega veleposlanika pri Visoki porti, da je umaknil svoje vojno ladjevje ne da bi ga sploh uporabil. Anarhija, odkrita ali pritajena, ki je obstajala v vseh provincah, se je izkazala za preveliko, da bi se Selim III. učinkovito spopadel z njo. Janičarji so se ponovno uprli in spodbudili šeika ul-islama, da je objavil fatvo proti reformam. Selima III. so odstavili in 29. maja 1807 na njegovo mesto imenovali bratranca Mustafo IV. (vladal 1807–1808).
Ruski ayan Alemdar Mustafa Paša, vpliven pristaš reform, je zbral vojsko 40.000 mož in odkorakal proti Carigradu, da bi odstavljenega Selima III. vrnil na osmanski prestol, vendar je prišel prepozno. Odstavljenega sultana je na Mustafov ukaz v njegovi palači umorila skupina dvorjanov, v kateri so bili tudi sultanov garderober Gruzinec Fettah, zakladnik Ebe Selim in predstojnik črnih evnuhov Nezir Aga. Alemdar Mustafa je po prihodu v Carigrad odstavil Mustafo IV. in na njegovo mesto postavil Mahmuda II. (vladal 1808-1839), edinega še živega moškega člana Osmanske dinastije. Mustafa je pred odstavitvijo ukazal usmrtiti tudi njega, vendar je uspel preživeti.
Selima so pokopali v mošeji Laleli v Carigradu v bližini njegovega očeta.

## Družina
Žene
Selim III. je imel sedem žen:
- Safizar Kadin (umrla v palači Topkapi  29. maja 1792 pokopana v mavzoleju Mustafe III. v mošeji Laleli, Carigrad), prva  žena
- Ajnisafa Kadin
- Zibifer Kadın (umrla v Beglerbegovi palači 30. januarja 1817, pokopana v mošeji Selimije, Üsküdar, Carigrad), druga žena[8]
- Tabisafa Kadin (umrla v palači  Fındıklı  15. narca 1855, pokopana v mavzoleju Mustafe III. v mošeji Laleli, Carigrad), tretja žena
- Refet Kadin (umrla v palači Bešiktaš   22. oktobra 1867, pokopana v mavzoleju Mihrišah Sultan na pokopališču Eyüp, Carigrad), četrta žena[8]
- Nurušems Kadın (umrla v palači Kuručešme maja 1826, pokopana v mavzoleju Mustafe III. v mošeji Laleli, Carigrad), peta žena[9]
- Hisnimah Kadin (umrla 1814, pokopana v mavzoleju Mustafe III. v mošeji Laleli, Carigrad), šesta žena

Otroci
Selim III. ni imel otrok.